# Castrul roman de la Brusturi
Castrul roman se găsește pe teritoriul localității Brusturi, județul Sălaj, Transilvania.
Castrul se află situat în punctul „La ruine”, în dreapta văii Agrijului, la 400 m SV de ultimele case spre Romita.